# Frida – mit dem Herzen in der Hand
Frida – mit dem Herzen in der Hand (auch: Frida und die Liebe; Originaltitel: Frida – med hjertet i hånden) ist ein norwegischer Jugendfilm der Regisseurin Berit Nesheim aus dem Jahr 1991. Die Komödie basiert auf dem gleichnamigen Buch von Torun Lian.

## Handlung
Die 13-jährige Frida lebt mit ihrer älteren Schwester Kaisa bei ihrer geschiedenen Mutter Bente in Oslo. Das pubertierende Mädchen orientiert sich bei ihrem erwachenden Liebesleben ganz an Erich Fromms Buch Die Kunst des Liebens, aus dem es häufig zitiert. Oft ist sie mit dem Nachbarsjungen und Klassenkameraden Kristian zusammen, der sie immer wieder unterstützt und aus der Klemme hilft, wofür sie ihn mit Süßigkeiten entlohnt. Frida aber schwärmt für gleich drei andere Jungen: Ferienbekanntschaft und Fußballspieler Raymond, mit dem sie eine Brieffreundschaft pflegt, Klaviervirtuose und Schönling Andreas, nach dem sie sich sehnt, und Schulkamerad Martin, mit dem sie die ersten zärtliche Erlebnisse hat.
Als ihr Vater wieder heiraten möchte, zerstreitet sie sich mit ihm und beschließt per Kontaktanzeige einen neuen Mann für ihre Mutter zu finden. Zufällig lernt sie Karl, einen Dichter und Universitätsprofessor für Religionswissenschaften, kennen, den sie davon überzeugt, ihr bei diesem Vorhaben zu helfen. Karl unterstützt Frida beim Verfassen der Antwortschreiben und begleitet sie, während sie aus der Ferne die Männer beurteilt, die sich auf die Anzeige gemeldet haben. Die beiden entwickeln ein Vertrauensverhältnis zueinander.
Doch dann geht alles schief: Als Frida das merkwürdige Verhältnis von Andreas zur Klavierlehrerin Ellinor Svendsen bemerkt, wendet sie sich von ihm ab. Überraschend besucht Raymond Frida, während sie sich gerade für eine Feier am Abend richtet; da macht sie auch mit ihm Schluss. Doch Kristian verrät Martin diesen Besuch. Bei der Geburtstagsfeier ihrer Klassenkameradin Camilla am Abend nutzt diese die Situation, um sich an Martin anzunähern, woraufhin Frida Kristian küsst und schnell die Party verlässt.
Außerdem brockte sie sich noch an der Schule Ärger ein und ihr Lehrer Skar kündigt einen Hausbesuch an, um mit Fridas Mutter zu sprechen. Doch Frida hat für die gleiche Zeit heimlich einen Mann eingeladen, der sich auf die Anzeige gemeldet hatte, und alles darauf vorbereitet. So kommt es zur Verwechslung. Als Frida merkt, dass nichts wie geplant verläuft, rennt sie von zu Hause weg und flüchtet zu Karl.
Erst jetzt bemerkt Karl, dass Frida die Tochter seiner heimlichen Liebe Brenda ist, und kann die Mutter-Tochter-Beziehung wieder ins Lot bringen. Frida ist von der Theorie des Buches von Fromm enttäuscht und zerreißt es. Kurz darauf kommt Fridas Vater zu Besuch. Bedauernd nimmt sie zur Kenntnis, dass er allein kam und sich seine neue Beziehung offensichtlich wieder gelöst hat, was wieder Zweifel an der Liebe bei ihr auslöst. Doch das Gespräch mit ihrem Vater bringt schließlich ihr Seelenleben wieder ins Gleichgewicht. Am Ende des Films trifft Frida Martin.

## Hintergrund
Teamfilm A/S und NRK produzierten den Film.
Norwegen reichte den Film 1991 bei den 64. Academy Awards in der Kategorie Bester fremdsprachiger Film ein. Er wurde jedoch nicht nominiert.
Der Streifen kam am 22. Juli 1993 in die deutschen Kinos. Er wurde in Deutschland am 20. Dezember 1993 auf VHS und am 8. August 2008 auf DVD veröffentlicht.
Für die Hauptdarstellerin Maria Amor Kvalheim (* 6. Juni 1977) blieb Frida ihre einzige Filmrolle. Sie arbeitet heute in der Modebranche.

## Kritik
„Mit ihrem Kinodebüt gelang Berit Nesheim eine wundervolle Screwball-Komödie für Heranwachsende. „Frida und die Liebe“ ist ein humorvoller, kluger Film und er verfügt mit Maria Kvalheim in der Titelrolle über eine faszinierende Hauptdarstellerin.“

„Frida – Mit dem Herzen in der Hand ist ein unterhaltsamer Jugendfilm aus Norwegen, der durch eine realitätsnahe Geschichte um Liebe und Familie sowie durch frische, überzeugende Darbietungen der Schauspieler zu gefallen weiß. (…) Dabei werden Fingerspitzengefühl und Einfühlungsvermögen der Regisseurin ebenso sichtbar wie Humor und Ironie. An beste Screwball-Komödien erinnert der Film, wenn Bente und ihr Verehrer sich im Wohnzimmer gegenübersitzen und die Möglichkeiten verbaler Missverständnisse auf die Spitze getrieben werden. (…) Die Geschichte besticht durch klischeebefreite Authentizität und jene Probleme, die familiär und in Sachen Liebe entstehen können, werden mit ausreichendem Tiefgang angeschnitten.“

„Die sensibel-humorvolle Literaturverfilmung aus Norwegen nach Torun Lians berühmten Jugendbuch über die Schwierigkeiten des Erwachsenwerdens besticht neben der witzig-authentischen Geschichte vor allem durch ihre entwaffnend charmante Hauptdarstellerin!“

## Auszeichnungen
NDR Spielfilmpreis für den besten Film auf den Nordischen Filmtagen in Lübeck 1991.
Goldener Greif für den besten Film auf dem 22. Giffoni Film Festival, Italien 1992.
Amanda Award für den besten Film (Årets norske spillefilm; Best Norwegian Film in Theatrical Release) und für Torun Lian für das Drehbuch (Best Screenplay) auf Den norske filmfestivalen (Internationales norwegisches Filmfestival), Norwegen 1992.